# Dario Taraboi
Dario Taraboi (1967) es un deportista italiano que compitió en natación, en la modalidad de aguas abiertas. Ganó una medalla de oro en el Campeonato Europeo de Natación en Aguas Abiertas de 1993, en la prueba de 25 km.

## Palmarés internacional
| Campeonato Europeo | Campeonato Europeo      | Campeonato Europeo | Campeonato Europeo |
| Año                | Lugar                   | Medalla            | Prueba             |
| ------------------ | ----------------------- | ------------------ | ------------------ |
| 1993               | Slapy (República Checa) | Medalla de oro     | 25 km              |